# Hexachlorbenzol
Hexachlorbenzol (HCB) ist eine aromatische Verbindung. Das Molekül ist wie Benzol aufgebaut, nur dass alle Wasserstoffatome durch Chloratome ersetzt wurden. Es ist ein farbloses, kristallines Pulver, das gegen Säuren und Basen weitgehend beständig ist.

## Darstellung und Vorkommen
HCB kann durch Chlorierung von Benzol in Gegenwart von Katalysatoren wie Eisen(III)-chlorid (FeCl3) bei über 230 °C in der Flüssig- oder der Gasphase gewonnen werden. Es entsteht auch bei der thermischen Zersetzung von HCH (Hexachlorcyclohexan, siehe Lindan) in Gegenwart von Chlor.
Die Chemikalie wurde breit eingesetzt, beispielsweise in der EG 1979 im Ausmaß von 3500 Tonnen. Damit sind große Mengen in die Umwelt gelangt.
Auch nach dem Verwendungsverbot von HCB kommt es noch zu Freisetzungen. Quellen hierfür sind chlorierte Pestizide, unvollständige Verbrennungsvorgänge, Auswaschungen aus Mülldeponien, ungeeignete Herstellungsverfahren oder ungeeignete Abfallbeseitigung von chlorierten Verbindungen wie Lösungsmitteln, aromatischen Verbindungen oder Pestiziden.

## Verwendung
Hexachlorbenzol ist ein Fungizid, die Wirkung wurde 1945 entdeckt. Es wurde früher als Trockenbeizmittel gegen Pilzerkrankungen wie Zwergsteinbrand bei Getreide eingesetzt, als Desinfektionsmittel in der Getreidelagerung und auch Holzschutzmitteln zugesetzt.
Daneben hat es auch flammhemmende Wirkung und wurde bis in die 1950er Jahre für die Imprägnierung von Nutzholz und bei Kaminauskleidungen verwendet, auch für Kunststoffe, elektrische Isolierungen, Papier. Auch wird es in pyrotechnischen Rauchmitteln eingesetzt, das verflüchtigende HCB macht weißen Rauch intensiver, bei hohen Temperaturen (etwa in Leuchtspurmunition) emittiert es zusätzlich beim Zerfall Chloridionen.
In der Prozesstechnik dient es als Ausgangsprodukt  diverser organischer Verbindungen, wie Pentachlorphenol (PCP) und Pentachlorthiophenol.
Als weitere Anwendungen werden Weichmacher für PVC, Peptisator bei der Reifenherstellung, Stabilisator in der Farben- und Kunststoffindustrie, als Mittel zur Kontrolle der Porosität bei der Herstellung von Elektroden, als Fließmittel bei der Aluminiumschmelze.

## Biologische Bedeutung
Im Organismus von Warmblütern wird HCB zu Pentachlorbenzol, Tetrachlorbenzol und Pentachlorphenol metabolisiert. Bei kontinuierlicher Aufnahme wurden Anreicherungen im Fettgewebe, Schäden an Leber und Fortpflanzungsorganen, Porphyrie mit Photosensibilität und Porphyrinurie beobachtet. Im Tierversuch wurde bei Hamstern und Mäusen das Auftreten von Tumoren festgestellt, deshalb wird es von der IARC in die Kategorie 2B (möglicherweise krebserregend) eingestuft. Die erlaubte Tagesdosis (englisch Acceptable Daily Intake, ADI-Wert) beträgt 0,6 μg·kg−1.

## Rechtsstatus
Seit 1981 ist Hexachlorbenzol in Deutschland als Pflanzenschutzwirkstoff nicht mehr zugelassen. Ein Verbot in Österreich gilt seit 1992. Seit dem Jahr 2004 gilt im Rahmen des Stockholmer Übereinkommens eine fast weltweit geltende Beschränkung oder ein Verwendungsverbot.
In den Staaten der EU und in der Schweiz sind keine Pflanzenschutzmittel mit diesem Wirkstoff zugelassen.
Hexachlorbenzol zählt zum sogenannten „Dreckigen Dutzend“.
Hexachlorbenzol ist als „prioritärer gefährlicher Stoff“ in Anhang X der europäischen Richtlinie 2000/60/EG (Wasserrahmenrichtlinie) aufgeführt.

## Analytischer Nachweis
Der chemisch-analytische Nachweis in Umweltproben, Lebens- und Futtermitteln erfolgt nach geeigneter Probenvorbereitung zur Abtrennung der Matrix und gaschromatographischer Abtrennung von Nebenkomponenten mittels hochauflösender massenspektrometrischer Techniken wie der Flugzeitmassenspektrometrie (Time-Of-Flight-Massenspektrometrie). Das Europäische Arzneibuch legt als Grenzwert für Hexachlorbenzol-Rückstände in pflanzlichen Drogen 0,1 mg·kg−1 fest.

## Hexachlorbenzol in der Umwelt
Aufgrund seiner Persistenz reichert sich Hexachlorbenzol in der Umwelt an. Seine Bioakkumulation führt zu einer Aufnahme durch Biota und in die Nahrungskette. Auch über die Troposphäre kann es über weite Strecken transportiert werden, bevor es in Wasser und Boden gelangt, wo es flächendeckend nachweisbar ist. In der Luft wird HCB langsam photochemisch abgebaut; im Boden findet eine mikrobielle Zersetzung statt. Der Octanol-Wasser-Verteilungskoeffizient (log KOW) beträgt rund 5,3.

### Erkrankungen in der Osttürkei
Bei etwa 4000 Menschen trat Ende der 1950er-Jahre in der Osttürkei nach dem Verzehr von aus Saatgut hergestelltem Brot eine Porphyria cutanea tarda auf. Dort trat ebenso die sogenannte Pembe Yara oder Pink Disease auf, die bei Kleinkindern eine Letalitätsrate von 95 % aufwies und mit Durchfall, Fieber und haut- bis rosafarbenen Papeln an Handrücken, Fingeroberseite und Handgelenk, manchmal auch an den Füßen und Beinen, begann. In der Folge entwickelten sich subkutane Abszesse, Lungeninfiltrate, eine Vergrößerung der Leber und eine hypochrome Anämie. Die Krankheitsdauer betrug im Falle einer Genesung gut ein bis zwei Monate.

### Kärnten – Görtschitztal
Im März 2014 stellte die Agentur für Gesundheit und Ernährungssicherheit in Lebensmitteln aus dem Görtschitztal in Kärnten Überschreitungen der HCB-Grenzwerte fest. Die Kenntnis darüber gelangte im November 2014 an die Öffentlichkeit.